# Callionymus risso
Callionymus risso är en fiskart som beskrevs av Lesueur, 1814. Callionymus risso ingår i släktet Callionymus och familjen sjökocksfiskar. Inga underarter finns listade.